# کلیسای یکغتسادزور
کلیسای یکغتسادزور (ارمنی: Եկեղեցաձորի եկեղեցի؛ انگلیسی: Yekeghetsadzor) یک کلیسا متعلق به کلیسای حواری ارمنی واقع در شهر [[]]، شهرستان داش‌کسن جمهوری آذربایجان می‌باشد. ساخت و ساز این ساختمان در سال میلادی؛ به پایان رسید. این بنا به سبک معماری ارمنی طراحی شده‌است.
== نگارخانهی ==یاسر